# Cryptopora hesperis
Cryptopora hesperis är en armfotingsart som beskrevs av Cooper 1982. Cryptopora hesperis ingår i släktet Cryptopora och familjen Cryptoporidae. Inga underarter finns listade i Catalogue of Life.